# 안양시 만안구 (선거구)
안양시 만안구는 대한민국의 국회의원 선거구이다. 경기도 안양시 만안구의 전 지역을 관할한다. 현직 국회의원은 더불어민주당의 강득구이다.

## 역사
1992년, 안양시에 구제가 실시되어 일반구인 만안구가 설치되었다. 이에 대한민국 제15대 국회의원 선거를 앞두고 안양시 만안구 지역을 관할하는 선거구로 신설되었다.

## 관할 구역
| 대수  | 관할 구역          |
| ----- | ------------------ |
| 15대~ | 안양시 만안구 일원 |

## 역대 국회의원
| 선거   | 정당 | 정당         | 의원   |
| ------ | ---- | ------------ | ------ |
| 1996년 |      | 자유민주연합 | 권수창 |
| 1997년 |      | 자유민주연합 | 김일주 |
| 2000년 |      | 새천년민주당 | 이종걸 |
| 2004년 |      | 열린우리당   | 이종걸 |
| 2008년 |      | 통합민주당   | 이종걸 |
| 2012년 |      | 민주통합당   | 이종걸 |
| 2016년 |      | 더불어민주당 | 이종걸 |
| 2020년 |      | 더불어민주당 | 강득구 |
| 2024년 |      | 더불어민주당 | 강득구 |

## 역대 선거 결과

### 대한민국 제15대 국회의원 선거
|  | 28.54% |

|  | 28.20% |

|  | 27.96% |

|  | 7.88% |

|  | 3.06% |

|  | 2.56% |

|  | 1.06% |

|  | 0.71% |

### 1997년 대한민국 재보궐선거
권수창 의원의 사망으로 인해 치러진 1997년 대한민국 재보궐선거에서 자유민주연합 김일주 후보가 당선되었다.

### 대한민국 제16대 국회의원 선거
|  | 38.81% |

|  | 32.01% |

|  | 19.39% |

|  | 5.25% |

|  | 4.52% |

### 대한민국 제17대 국회의원 선거
|  | 51.90% |

|  | 37.62% |

|  | 6.72% |

|  | 2.02% |

|  | 0.86% |

|  | 0.85% |

### 대한민국 제18대 국회의원 선거
|  | 44.64% |

|  | 44.33% |

|  | 5.40% |

|  | 4.30% |

|  | 1.31% |

### 대한민국 제19대 국회의원 선거
|  | 50.87% |

|  | 44.47% |

|  | 2.68% |

|  | 1.40% |

|  | 0.56% |

### 대한민국 제20대 국회의원 선거
|  | 45.39% |

|  | 38.18% |

|  | 16.42% |

### 대한민국 제21대 국회의원 선거
|  | 53.60% |

|  | 42.33% |

|  | 3.35% |

|  | 0.70% |

### 대한민국 제22대 국회의원 선거
|  | 56.85% |

|  | 43.14% |